# Giosuè lo Stilita

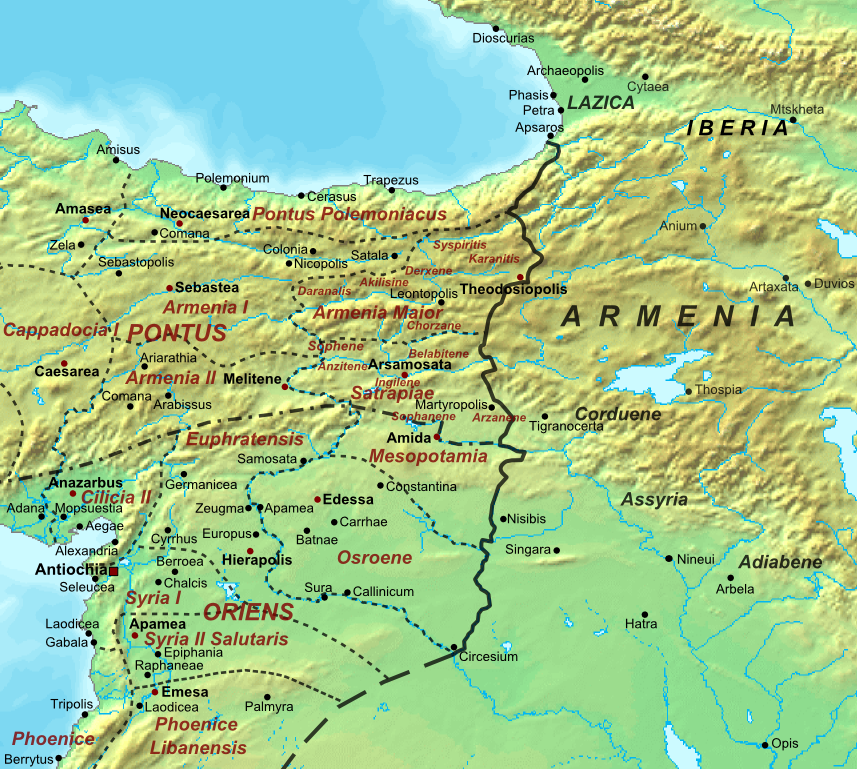
La frontiera romano-persiana nel V secolo

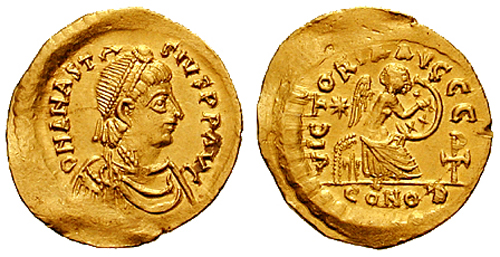
Semisse dell'imperatore Flavio Anastasio (491-518)

La frontiera romano-persiana del V secolo

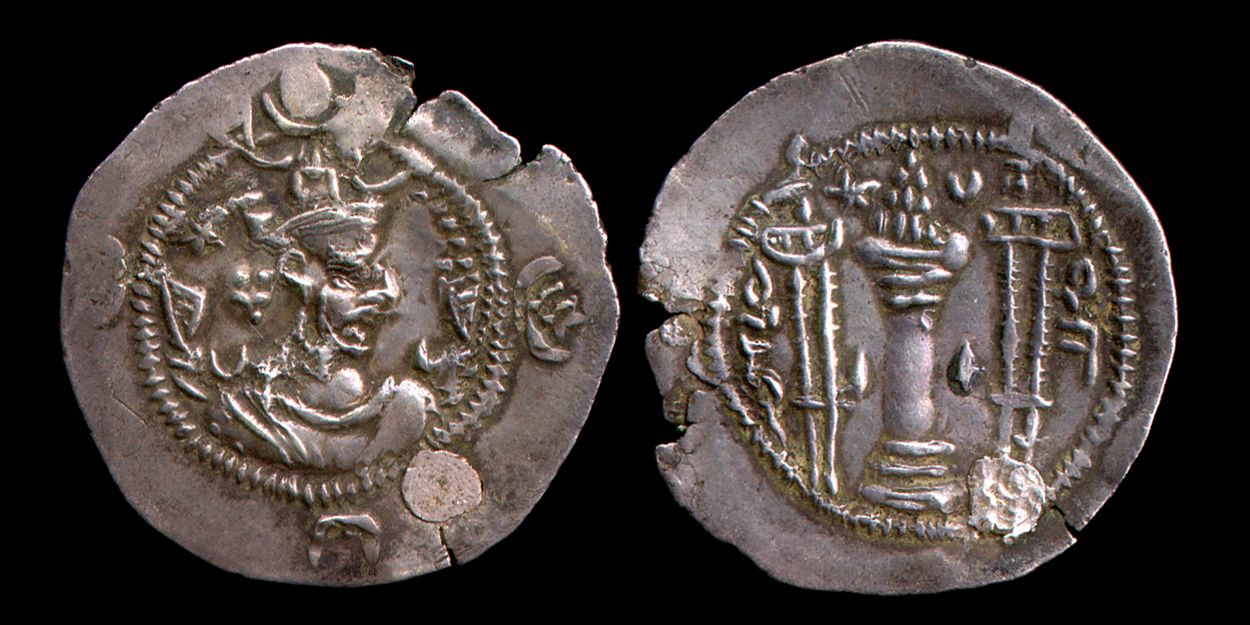
Dracma dell'imperatore sasanide Kavad I (488-531)

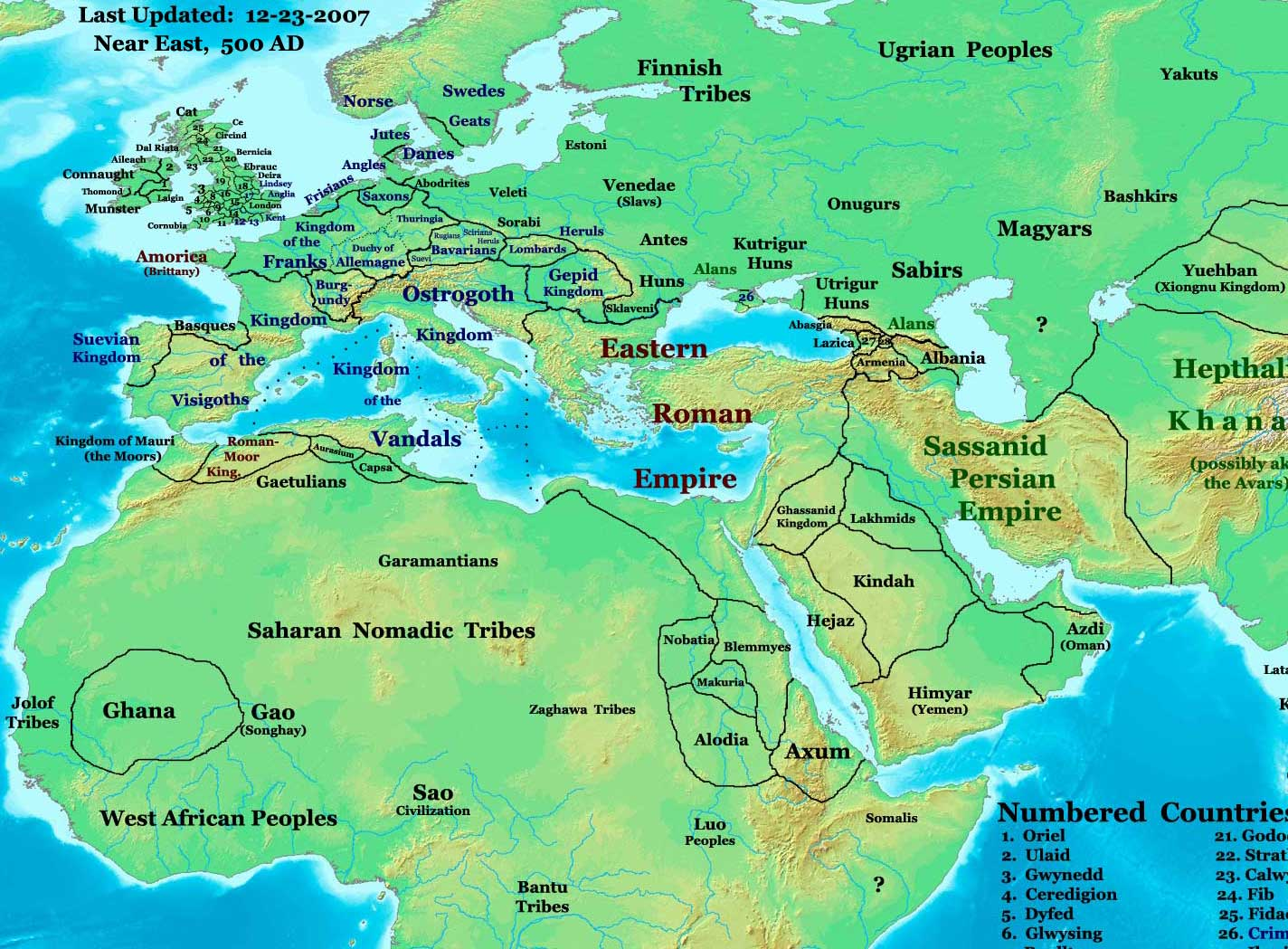
Gli imperi romano e persiano nel 500

Giosuè lo Stilita (fl. fine V secolo-inizio VI secolo) è stato uno scrittore siro.

## LaCronacadi Giosuè lo Stilita
Noto anche con le varianti ortografiche di Yeshu 
o Ieshu, egli è l'autore al quale viene attribuita la stesura di una cronaca della guerra romano-persiana del 502-506 fra il tardo impero romano e l'impero persiano sasanide; e che costituisce uno dei più antichi e meglio conservati documenti storici in lingua siriaca.
La Cronaca deve la sua conservazione al fatto di essere stata incorporata nella terza parte della Cronaca di Zuqnin, e può probabilmente aver contribuito alla seconda parte della Storia ecclesiastica di Giovanni di Efeso; dalla quale, come ha dimostrato François Nau, Pseudo-Dionigi l'Areopagita copiò tutto o la maggior parte del contenuto della sua terza parte. La cronaca in questione è anonima; e Nau ha dimostrato che la nota di un copista, che si pensava attribuisse la cronaca al monaco Giosuè di Zuqnin vicino ad Amida (oggi Diyarbakır), si riferisce più probabilmente all'intera opera nella quale la cronaca fu incorporata. In ogni caso l'autore fu testimone oculare di molti degli eventi che descrive, e deve aver vissuto a Edessa negli anni cui la città soffrì tanto severamente durante le guerre romano-persiane. La sua visione degli eventi è caratterizzata dappertutto dal suo credo nel potere supremo della Provvidenza; e siccome tesse le lodi di Flaviano II, il patriarca calcedoniano di Antiochia, in modo più accogliente rispetto ai grandi monofisiti contemporanei Giacomo di Serugh e Filosseno di Mabbug, Giosuè fu probabilmente un rigoroso cattolico.
La Cronaca fu pubblicata per la prima volta nel 1876 nella versione latina abbreviata di Assemani (B O i. 260-83), a cura di Paulin Martin, e in seguito, con una traduzione in inglese, a cura di William Wright nel 1882. Dopo un'elaborata dedica all'amico prete ed abate Sergio, un breve riepilogo di eventi dalla morte di Giuliano l'Apostata nel 363, ed un più completo resoconto dei regni dei re persiani Peroz I (457-484) e Balash (484-488), l'autore comincia l'argomento principale dell'opera: la storia delle perturbate relazioni tra gli imperi persiano e romano dall'inizio del regno di Kavad I (489-531), che culminò nella grande guerra del 502-506.  
Dall'ottobre del 494 all'arrivo della pace verso la fine del 506, l'autore fornisce un resoconto sotto forma di annali, con una curata indicazione delle date e dei principali avvenimenti in Mesopotamia, teatro di conflitti come l'assedio e la presa di Amida da parte dei persiani (502-503), il fallito assedio di Edessa (503), e il mancato tentativo dei romani di riconquistare Amida. (504-505). l'opera fu probabilmente scritta alcuni anni dopo la fine della guerra. Lo stile è grafico e schietto, e l'autore era chiaramente una persona di buona istruzione e di idee semplici e oneste.